# Anna Bramsen
Anna Bramsen (egentlig Anna Christiane Augusta Cathrine Bramsen, født 21. september 1886, død 7. juni 1962) var en dansk læge og missionær. 

## Liv og gerning
Hun blev født på Lauritzminde i Sønder Stenderup i Sønder Stenderup Sogn som datter af proprietær Lauritz Hansen Bramsen (1858–1937) og Cornelia Emilie Olsen (1861–1939).  

### Virke i Teltmissionen
Hun blev cand.med. i 1915 og tog der efter en supplerende uddannelse i London. I årene 1920–35 var hun missionær i "Teltmissionen" (Dansk Pathanmission) i Mardan, den nordvestlige grænseprovins i det daværende Indien (senere Pakistan). Hun genoptog her det arbejde, som var blevet afbrudt ved læge Marie Holsts død 1917 og ledede missionens hospital med stor dygtighed. En særlig indsats gjorde hun mod den udbredte medfødte syfilis. Samtidig søgte hun at skabe et kristent fællesskab for kvinder, som på grund af deres kristne overbevisning var blevet udelukkede af deres familier og derfor måtte forsøge at leve uden denne støtte i samfundet. Under påvirkning fra den højkirkelige teolog Fr. Heiler ville hun bruge hospitalet som en slags "moderhus" for en søsterorden men uden et egentligt klosterliv. Pathanmissionens bestyrelse var imod denne politik og anså hendes tanker for katolske. Muligvis var denne modvilje en medvirkende årsag til at hun søgte sin afsked i februar 1935, men det forhold, at hospitalet måtte lukkes midlertidigt samme år af økonomiske grunde, kan også have spillet ind.

### Virke ved det skotske missionshospital
Anna Bramsen virkede der efter i en årrække på det skotske missionshospital i Rawalpindi. 

### Læge i Christiansfeld
Senere blev hun praktiserende læge i Christiansfeld. 

### Sidste år
I 1959 bosatte hun sig på Lem hede ved Skjern, hvor pastor Hakon Rabjerg havde oprettet Hellig Kors Kloster. Her var hun leder af "De økumeniske mindresøstre", en orden oprettet efter franciskansk forbillede. Hende tanke var en klosteragtig tilværelse men virkende på evangelisk-luthersk grund, men ordenen forblev dog en såkaldt "tertiarorden", hvor medlemmerne ikke levede i kloster- eller arbejdsfællesskab.
Hun døde i Lem i 1962.